# Szapowały (sielsowiet Raków)
Szapowały (biał. Шапавалы; ros. Шаповалы) – wieś na Białorusi, w obwodzie mińskim, w rejonie wołożyńskim, w sielsowiecie Raków.
W dwudziestoleciu międzywojennym folwark leżący w Polsce, w województwie wileńskim, w powiecie mołodeczańskim, tuż przy granicy ze Związkiem Sowieckim. Po drugiej stronie granicy znajdowała się wieś Wędzielowo.
Od 1925 do 1939 mieściła się tu strażnica KOP „Szapowały”.